# Либърти (окръг, Тексас)
Вижте пояснителната страница за други значения на Либърти.
Окръг Либърти (на английски: Liberty County) е окръг в щата Тексас, Съединени американски щати. Площта му е 3046 km², а населението - 70 154 души (2000). Административен център е град Либърти.